# Hrabstwo Crawford (Georgia)

Piramida wieku hrabstwa

Hrabstwo Crawford (ang. Crawford County) – hrabstwo w stanie Georgia w Stanach Zjednoczonych. Jego siedzibą administracyjną jest Knoxville, a największym miasteczkiem Roberta.

## Geografia
Według spisu z 2000 roku obszar całkowity hrabstwa obejmuje powierzchnię 326,45 mil2 (845,5 km²), z czego 325,01 mil2 (841,77 km²) stanowią lądy, a 1,45 mil2 (3,76 km²) stanowią wody.

### Miejscowości
- Knoxville (CDP)
- Roberta

### Sąsiednie hrabstwa
- Hrabstwo Monroe (północ)
- Hrabstwo Bibb (wschód)
- Hrabstwo Peach (wschód)
- Hrabstwo Houston (południowy wschód)
- Hrabstwo Taylor (południowy zachód)
- Hrabstwo Macon (południe)
- Hrabstwo Upson (północny zachód)

## Demografia
Według spisu z 2020 roku liczy 12 130 mieszkańców, co oznacza spadek o 4% w porównaniu z poprzednim spisem z roku 2010. Według danych pięcioletnich z 2021 roku 75,6% to biali (72,3% nie licząc Latynosów), 20,6% czarnoskórzy lub Afroamerykanie, 2% miało rasę mieszaną, 0,9% Azjaci i 0,8% to rdzenna ludność Ameryki. Latynosi stanowili 4,1% populacji hrabstwa.

## Polityka
Hrabstwo jest silnie republikańskie, gdzie w wyborach prezydenckich w 2020 roku, 72,6% głosów otrzymał Donald Trump i 26,5% przypadło dla Joe Bidena. 